# 黄腕拟雀鲷
黄腕拟雀鲷（学名：Pseudochromis xanthochir）为拟雀鲷科拟雀鲷属的鱼类，俗名黄鳍准雀鲷。分布于印度太平洋以及台湾南部等。该物种的模式产地在Manado、苏拉威西岛。